# Boderitz (Bannewitz)
Boderitz ist ein Ortsteil der sächsischen Gemeinde Bannewitz im Landkreis Sächsische Schweiz-Osterzgebirge.

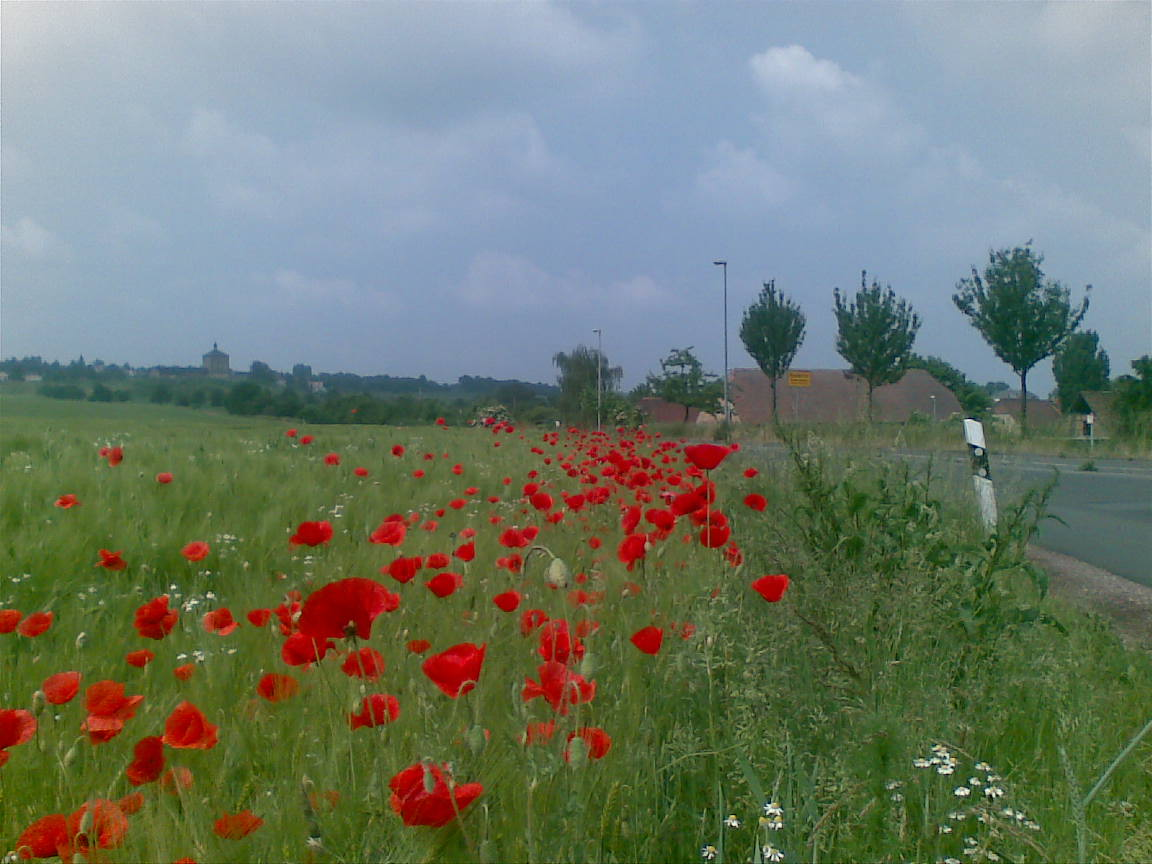
Ortseingang Boderitz

## Geschichte
Boderitz wurde 1350 als Podebrese (Ort am Birkenhain) erstmals urkundlich erwähnt.
Die Besiedlung könnte schon vor dem Jahr 1000 durch elbslawische Stämme und später dann durch deutsche Siedler erfolgt sein. Dies lässt sich durch die runde bzw. hufeisenförmiger Anordnung der Gehöfte vermuten. Der Rundling war eine typische Siedlungsform der Slawen in diesem Gebiet.
Andere frühere Namen lauteten Podebrese 1350, Bodebriß 1400, Podenbrose 1431, Podenwese 1445, Podieritz 1451, Poderwitz 1551, Paderitz 1561.
Im Jahr 1408 wurde der Dresdner Patrizier Vincenz Busmann mit seinen Brüdern von den Markgrafen Wilhelm II., Friedrich I. und Friedrich dem Friedfertigen neben 14 weiteren Dörfern bei Dresden mit Boderitz belehnt, verpfändete es jedoch bereits 1414 und musste es 1431 zur Begleichung von Schulden an den markgräfliche Hofjuden Jordan abgeben, der es an die Dresdner Bürger Nicolaus Tirmann und Peter Zcuzcke weiterveräußerte.
Bis 1902 war Boderitz nach Dresden eingepfarrt, seitdem nach Bannewitz.
1922 wurde Boderitz nach Bannewitz eingemeindet, und seit 2000 führt Boderitz den Status eines Ortsteiles von Bannewitz.

### Kulturgeschichte
Der Marienschacht – ein 1886 geteuftes Steinkohlebergwerk, in dem die Wismut später uranhaltige Steinkohle förderte – befindet sich auf Boderitzer Flur. Sein Malakow-Schachtturm ist Bestandteil des Wappens der Gemeinde Bannewitz.